# Stroboscope

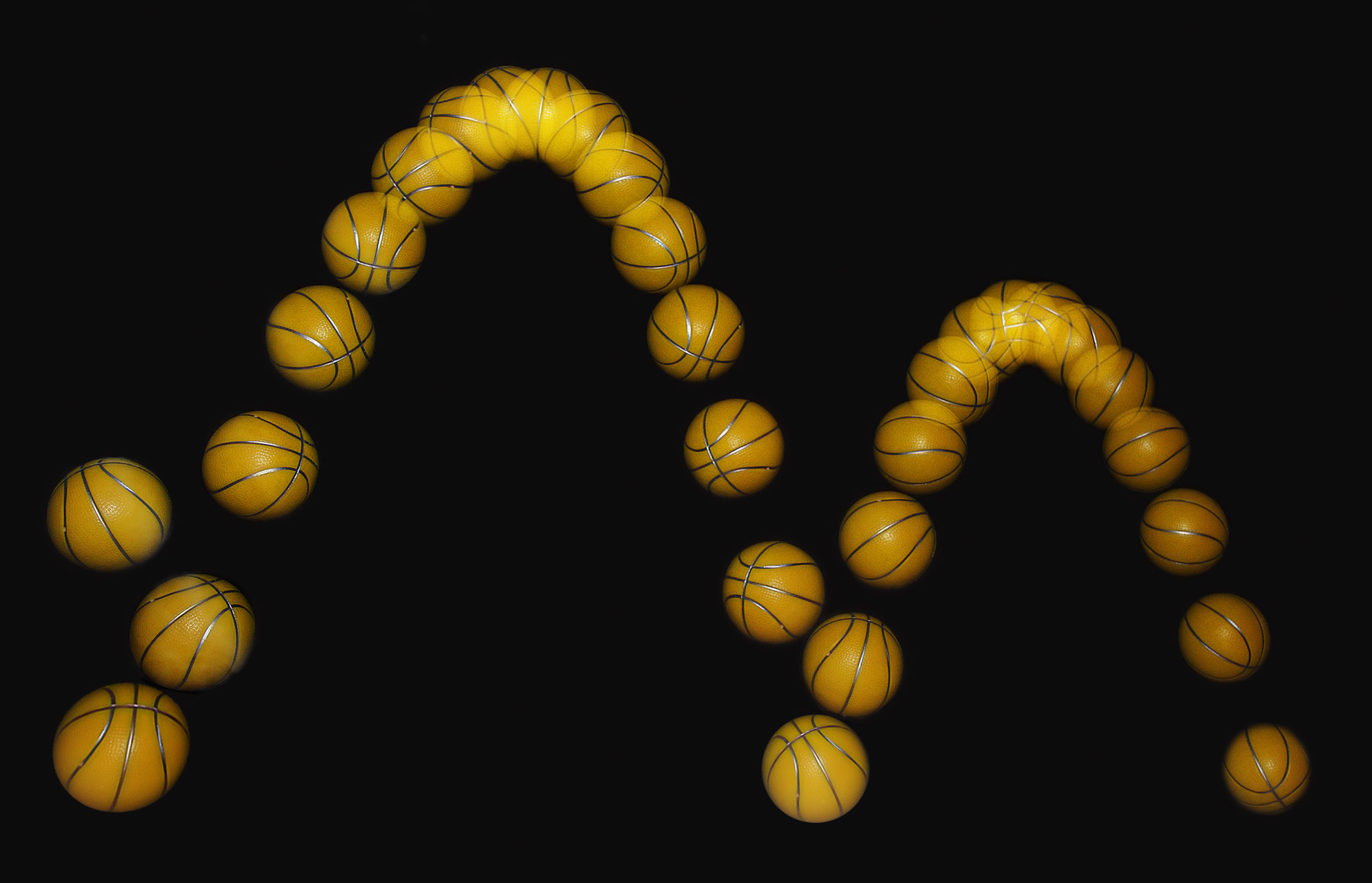
Rebonds d'un ballon capturés au stroboscope à 25 images par seconde.

Un stroboscope est une source de lumière intermittente. Par un dispositif mécanique ou électronique, on produit une alternance de phases lumineuses (flashs) et de phases obscures.

## Histoire
Les ancêtres du stroboscope, comme le phénakistiscope du belge Joseph Plateau (inventeur aussi du stroboscope), 1836, sont communs avec ceux du cinématographe et de la caméra. 
Le mot vient du grec « στρόβος » (« strobos », qui signifie « tourbillon ») et « σκοπεῖν » (« skopein », signifiant « regarder, voir »).
Le premier stroboscope électrique est breveté en 1917 par l'ingénieur français Étienne Œhmichen. Peu après, il met au point une caméra capable de saisir 1 000 images par seconde.
Le photographe américain Harold Edgerton (1903-1990) est connu pour ses photographies réalisées avec un stroboscope, dont il fait sa spécialité.

## Principe et utilisation

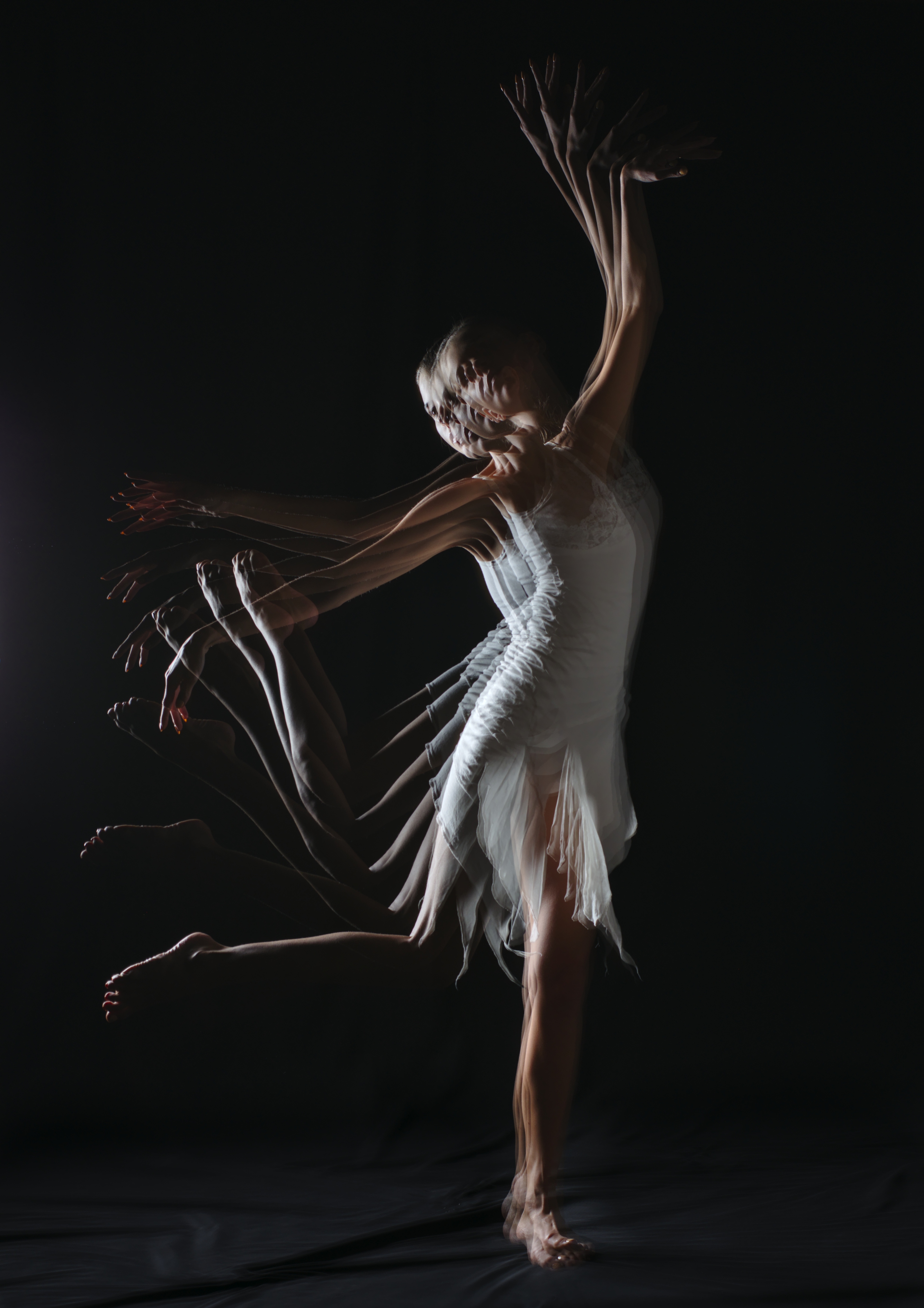
Ballet au stroboscope. Avril 2015.

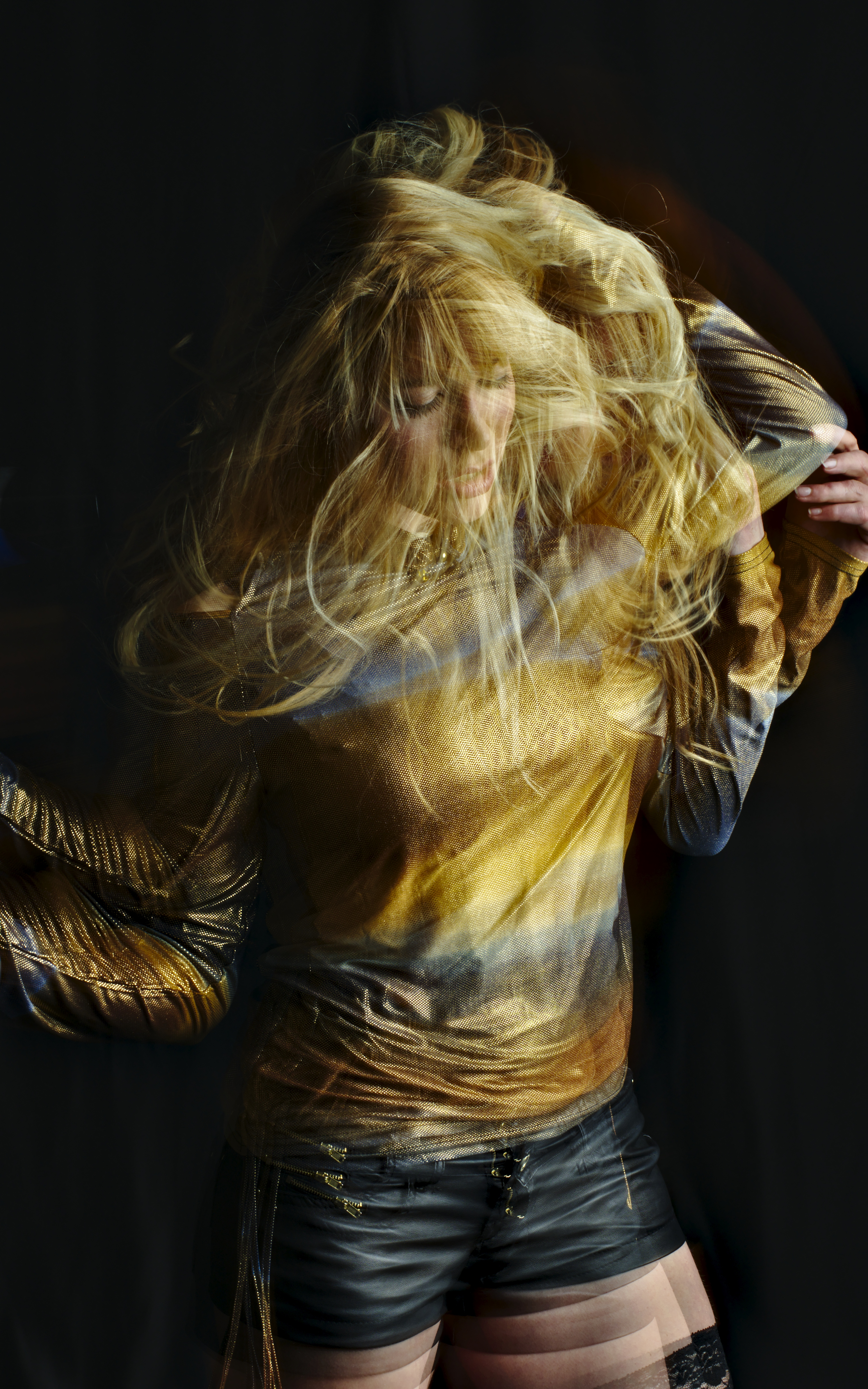
Disco au stroboscope. Avril 2014.

La stroboscopie permet d'observer des phénomènes périodiques dont la fréquence est trop élevée pour l'œil qui ne perçoit pas la discontinuité : 1/1 seconde, saccades ; 1/24, film continu. Il faut régler la fréquence des flashs sur celle du phénomène qui apparaît alors comme fixe, ou ralenti (en avant ou en arrière) et devient observable. C'est l'« effet stroboscopique », lui-même un cas particulier d'observation d'un mouvement à partir d'images fixes comme dans le cinéma. Ses degrés de liberté (ou paramètres) sont l'intensité de chaque flash, la durée du flash et la période entre deux flashs.
- Un marquage spécial sur les platines tourne-disques éclairé par un éclairage stroboscopique dépendant de la fréquence du réseau électrique (50 ou 60 hertz) permettait d'en contrôler la vitesse de rotation.
- Dans le domaine des loisirs : son observation, un temps suffisamment long, en écoutant une musique répétitive, favorise la transe. Il est utilisé dans les boîtes de nuit.
- Dans le domaine industriel : les stroboscopes sont principalement utilisés pour le contrôle visuel et les crash tests (simulations d'accidents par les fabricants automobiles).
- En médecine : examen clé en otorhinolaryngologie qui permet par la décomposition du mouvement vibratoire des cordes vocales de visualiser une anomalie localisée au niveau de la muqueuse de la corde vocale (synéchie, cicatrice fibreuse, tumeur débutante).
- Dans le domaine automobile et motocycliste : un stroboscope déclenché par les impulsions des câbles d'allumage à haute tension des bougies permet, en agissant sur les vis platinées (système classique) ou la platine porte-capteurs (allumage électronique) de régler finement l'avance à l'allumage au ralenti et de tester le bon décalage d'avance (à moyen et haut régime) sur un moteur à explosion, en illuminant des repères pré-tracés sur le volant moteur ou la poulie en bout de vilebrequin. Le capteur est en général une pince magnétique à induction (qui vient enserrer le fil de bougie) et la lampe est incluse dans une sorte de pistolet avec un interrupteur-gâchette (pistolet stroboscopique)[2]. Depuis 1945, la stroboscopie est également utilisée par les Équilibreuses de roue de voiture.
- Dans le domaine militaire pour le marquage infra-rouge de cibles.
- Dans le domaine aéronautique sous le nom plus courant de « strobe » : feu intermittent de signalisation situé sur un aéronef (en bout d'aile ou ailleurs).
- Dans le domaine des parcs de loisirs / parcs à thème : il peut être utilisé pour donner une impression de mouvement à un objet fixe, le meilleur exemple étant le yéti de l'attraction « Expédition Everest » à Walt Disney World (Floride) où l'audio animatronic a été désactivé pour des raisons de sécurité, de ce fait, afin de conserver une expérience immersive pour les visiteurs, un stroboscope a donc été installé et donne cette impression de mouvement. L’utilisation de ce système dans cet exemple est cependant très critiqué, en effet pour beaucoup il n'est pas justifié d'avoir des flashs blancs à cet endroit précis de l'attraction. Note : le yéti est censé bouger de sorte à vouloir essayer d'attraper les visiteurs à bord du train.

Initialement composé d'une lampe flash xénon (ou tube à éclair), celle-ci est maintenant de plus en plus remplacée par des diodes électroluminescentes (DEL).